# The Rise and Fall of a Midwest Princess
The Rise and Fall of a Midwest Princess és l'àlbum d'estudi de debut de la cantant i compositora estatunidenca Chappell Roan, publicat el 22 de setembre de 2023 a través d'Amusement Records, un segell d'Island Records propietat del productor de l'àlbum, Dan Nigro. Roan va escriure l'àlbum juntament amb Nigro a partir del 2020. El disc va rebre opinions positives de la crítica, que en va aclamar el so pop.

## Context
Roan va signar amb Atlantic Records i vivia a Los Angeles l'any 2017, quan va llançar l'EP School Nights, un projecte que després va admetre que "odiava". El 2020, Roan va començar a treballar amb Dan Nigro, llançant el primer senzill de l'àlbum, "Pink Pony Club", a l'abril d'aquell any. Atlantic Records havia dit "no" a la cançó "durant un any", abans de ser acomiadada per ells més tard el 2020. A més de trencar amb el seu nuvi de més de quatre anys i la pandèmia de la COVID-19, Roan es va traslladar al seu estat d'origen de Missouri. Va treballar per estalviar diners per tornar a Los Angeles, moment en què va tornar a treballar amb Nigro i va signar amb el seu segell Island Records. Roan va dir que The Rise and Fall of a Midwest Princess li va permetre "arribar a acceptar el fet de ser queer".

## Resposta crítica
Olivia Horn de Pitchfork va qualificar l'àlbum d'"una introducció atrevida i bulliciosa, impulsada per una cançó robusta i una indiferència acerada pel bon gust", també va escriure que Roan està "beneïda amb una veu potent i versàtil". Otis Robinson de DIY ho va resumir com "reflexiu, una mica desquitjat i totalment contradictori, fusionant la seriositat de l'alt-pop de Lana Del Rey amb l'encant preppy sense lligams de Lorde per passar a tota velocitat a una diversió desordenada i emocional".
Sam Franzini de The Line of Best Fit va opinar que Roan "és una gira de força fulgurant al seu àlbum de debut. Aborda tots els racons de la sexualitat humana, la psicologia, el desig i la luxúria, tot en alguns dels cors més enganxosos d'aquest any". Robert Moran, de The Sydney Morning Herald, el va descriure com "el pop més divertit".

## Cançons
| 1.            | «Femininomenon»                   | 3:39  |
| 2.            | «Red Wine Supernova»              | 3:12  |
| 3.            | «After Midnight»                  | 3:24  |
| 4.            | «Coffee»                          | 3:25  |
| 5.            | «Casual»                          | 3:52  |
| 6.            | «Super Graphic Ultra Modern Girl» | 3:03  |
| 7.            | «Hot to Go!»                      | 3:04  |
| 8.            | «My Kink Is Karma»                | 3:42  |
| 9.            | «Picture You»                     | 3:07  |
| 10.           | «Kaleidoscope»                    | 3:42  |
| 11.           | «Pink Pony Club»                  | 4:18  |
| 12.           | «Naked in Manhattan»              | 3:31  |
| 13.           | «California»                      | 3:18  |
| 14.           | «Guilty Pleasure»                 | 3:44  |
| Durada total: | Durada total:                     | 49:08 |